# Kortizon a-reduktaza
Kortizon a-reduktaza (EC 1.3.1.4, kortizonska Delta4-5alfa-reduktaza, mikrozomalna steroidna reduktaza (5alfa), Delta4-3-ketosteroidna reduktaza (5alfa), Delta4-3-oksosteroid-5alfa-reduktaza, NADPH:Delta4-3-oksosteroid-5alfa-oksidoreduktaza, Delta4-5alfa-reduktaza) je enzim sa sistematskim imenom 4,5alfa-dihidrokortizon:NADP+ Delta4-oksidoreduktaza. Ovaj enzim katalizuje sledeću hemijsku reakciju
4,5alfa-dihidrokortizon + + {\displaystyle \rightleftharpoons } kortizon + +

## Literatura
- Nicholas C. Price; Lewis Stevens (1999). Fundamentals of Enzymology: The Cell and Molecular Biology of Catalytic Proteins (Third изд.). USA: Oxford University Press. ISBN 019850229X.
- Eric J. Toone (2006). Advances in Enzymology and Related Areas of Molecular Biology, Protein Evolution (Volume 75 изд.). Wiley-Interscience. ISBN 0471205036.
- Branden C; Tooze J. Introduction to Protein Structure. New York, NY: Garland Publishing. ISBN 0-8153-2305-0.
- Irwin H. Segel. Enzyme Kinetics: Behavior and Analysis of Rapid Equilibrium and Steady-State Enzyme Systems (Book 44 изд.). Wiley Classics Library. ISBN 0471303097.

## Spoljašnje veze
- Cortisone+alpha-reductase на 